# Eurycheilichthys
 (juillet 2023).
La mise en forme du texte ne suit pas les recommandations de Wikipédia : il faut le « wikifier ».
Les points d'amélioration suivants sont les cas les plus fréquents :
- Les titres sont pré-formatés par le logiciel. Ils ne sont ni en capitales, ni en gras.
- Le texte ne doit pas être écrit en capitales (les noms de famille non plus), ni en gras, ni en italique, ni en « petit »…
- Le gras n'est utilisé que pour surligner le titre de l'article dans l'introduction, une seule fois.
- L'italique est rarement utilisé : mots en langue étrangère, titres d'œuvres, noms de bateaux, etc.
- Les citations ne sont pas en italique mais en corps de texte normal. Elles sont entourées par des guillemets français : « et ».
- Les listes à puces sont à éviter, des paragraphes rédigés étant largement préférés. Les tableaux sont à réserver à la présentation de données structurées (résultats, etc.).
- Les appels de note de bas de page (petits chiffres en exposant, introduits par l'outil «  Source ») sont à placer entre la fin de phrase et le point final[comme ça].
- Les liens internes (vers d'autres articles de Wikipédia) sont à choisir avec parcimonie. Créez des liens vers des articles approfondissant le sujet. Les termes génériques sans rapport avec le sujet sont à éviter, ainsi que les répétitions de liens vers un même terme.
- Les liens externes sont à placer uniquement dans une section « Liens externes », à la fin de l'article. Ces liens sont à choisir avec parcimonie suivant les règles définies. Si un lien sert de source à l'article, son insertion dans le texte est à faire par les notes de bas de page.
- La présentation des références doit suivre les conventions bibliographiques. Il est recommandé d'utiliser les modèles {{Ouvrage}}, {{Chapitre}}, {{Article}}, {{Lien web}} et/ou {{Bibliographie}}. Le mode d'édition visuel peut mettre en forme automatiquement les références.
- Insérer une infobox (cadre d'informations à droite) n'est pas obligatoire pour parachever la mise en page.

Pour une aide détaillée, merci de consulter Aide:Wikification.
Si vous pensez que ces points ont été résolus, vous pouvez retirer ce bandeau et améliorer la mise en forme d'un autre article.
Genre
Synonymes
- Eurycheilus Reis & Schaefer, 1992

Eurycheilichthys est un genre de poissons d'eau douce de la famille des Loricariidae.

## Répartition
Toutes les espèces de ce genre sont endémiques de l'État du Rio Grande do Sul au Brésil, à l'exception d'E. pantherinus qui, en plus du Rio Grande do Sul, se trouve également dans le Sud de Santa Catarina.

## Habitat
Ils vivent dans les ruisseaux ou petites rivières à moyen ou fort débit avec un subtrat majoritairement composé de sables ou de pierres, la présence de macrophytes y est quasi-nulle, passant le plus clair de leur temps sur les pierres détachées du subtrat.

## Liste des espèces
Selon World Register of Marine Species (3 juillet 2023)
- Eurycheilichthys apocremnus Reis, 2017[2]
- Eurycheilichthys castaneus Reis, 2017[2]
- Eurycheilichthys coryphaenus Reis, 2017[2]
- Eurycheilichthys limulus Reis & Schaefer, 1998
- Eurycheilichthys luisae Reis, 2017[2]
- Eurycheilichthys pantherinus (Reis & Schaefer, 1992)
- Eurycheilichthys paucidens Reis, 2017[2]
- Eurycheilichthys planus Reis, 2017[2]
- Eurycheilichthys vacariensis Reis, 2017[2]

## Étymologie
Eurycheilichthys signifie "Poisson à large lèvre", en référence à sa lèvre inférieure très large typique du genre, il est composé du grec : 
- Eury- "εὐρύς" (eurús) voulant dire "large"
- -cheilo- "χεῖλος" (kheîlos) voulant dire "lèvre"
- -ichthys "ἰχθύς" (ikhthýs) voulant dire "poisson"

## Taxonomie
En 1992, le genre fut nommé "Eurycheilus" mais Reis et Schaefer l'ont changé en "Eurycheilichthys" en 1993 car le genre Eurycheilus appartenait à un genre nomen dubium de céphalopode éteint (Septfontaine, 1970).

## Publication originale
- (en) Roberto E. Reis & Scott A. Schaefer, 1992, « Eurycheilus pantherinus (Siluroidei: Loricariidae), a New Genus and Species of Hypoptopomatinae from Southern Brazil », Copeia, 1992 n. 1, p. 215-223. DOI : 10.2307/1446554.